# Clavulinaceae
Clavulinaceae (Donk) Donk, Beih. Nova Hedwigia 1(4): 407 (1961)
Clavulinaceae è una famiglia di funghi basidiomiceti appartenenti all'ordine Cantharellales.

## Generi di Clavulinaceae
Il genere tipo è Clavulina J. Schröt., altri genere inclusi sono:
- Clavulicium
- Membranomyces

## Sinonimi
- Aphyllophoraceae tribù Clavulineae M.A. Donk, Revis. Niederl. Homobasidiomyc. 2 : 16 (1933)